# 瓦爾格耶爾韋鄉

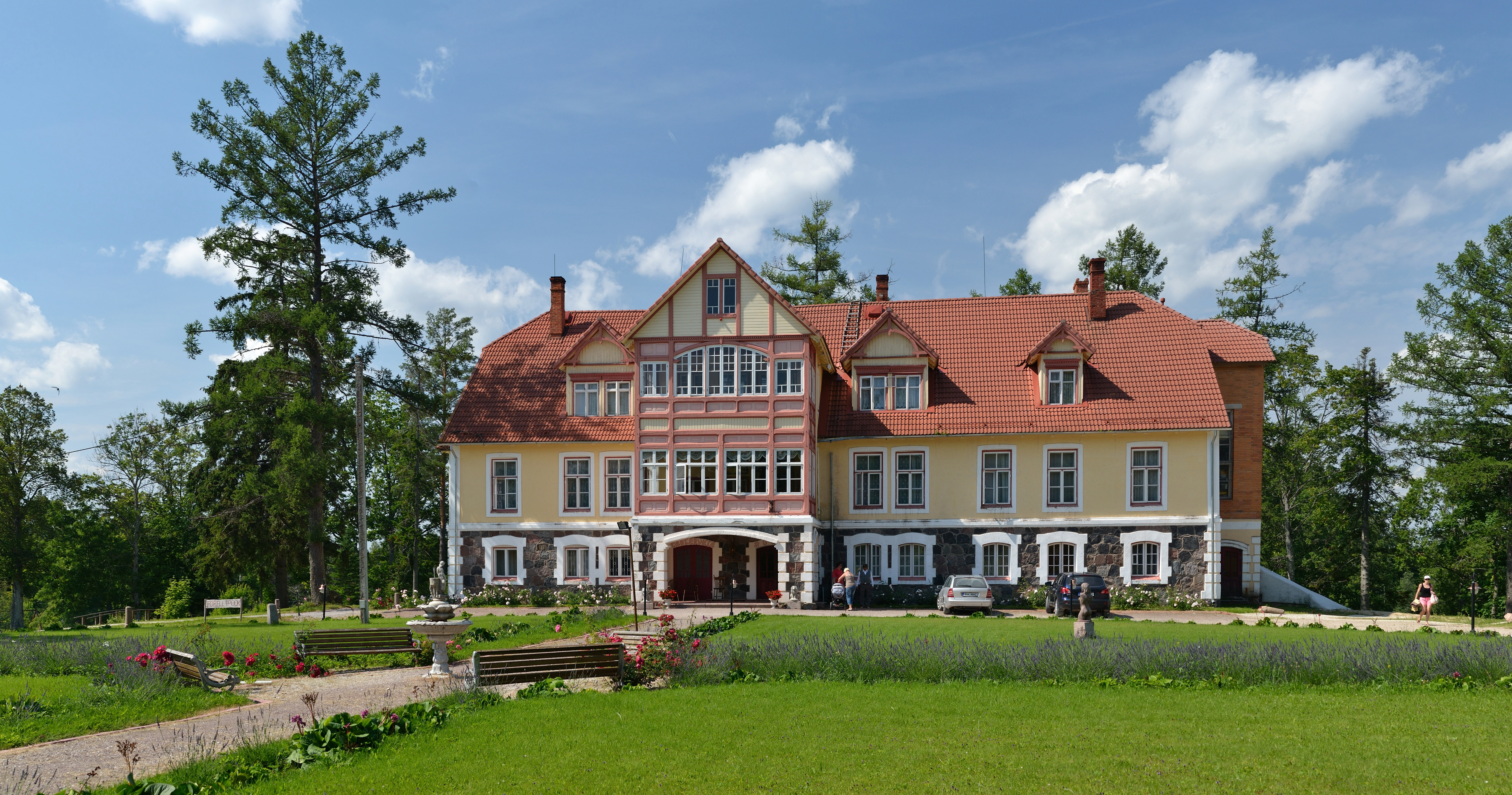
皮卡耶尔韦庄园

瓦爾格耶爾韋鄉，曾是愛沙尼亞珀爾瓦縣的一個鄉村型市镇，位於該國東南部，行政中心設於薩韋爾納，面積143平方公里，2009年人口1,562，人口密度每平方公里11人。
2017年爱沙尼亚行政改革后，瓦爾格耶爾韋市镇与其他市镇一起合并为新的卡内皮市镇。
58°4′13″N 26°44′21″E / 58.07028°N 26.73917°E